# Rhopalephora scaberrima
Rhopalephora scaberrima är en himmelsblomsväxtart som först beskrevs av Carl Ludwig von Blume, och fick sitt nu gällande namn av Robert Bruce Faden. Rhopalephora scaberrima ingår i släktet Rhopalephora och familjen himmelsblomsväxter. Inga underarter finns listade.